# München-Schwabing (nevenkamp)
München-Schwabing, ook bekend als Schwester Pia, was een nevenkamp van Dachau. Het was het eerste kamp buiten het hoofdconcentratiekamp waar de gevangenen permanent als arbeidskrachten werden ingezet. In tegenstelling tot de meeste latere nevenkampen die werden gebouwd, georganiseerd en beheerd door het SS-Wirtschafts und Verwaltungshauptamt en de kampcommandant van Dachau, was de bouw, het bestuur en de organisatie van dit nevenkamp in handen van Eleonore Baur, ook bekend als Schwester Pia. Zij was een nationaalsocialiste van het eerste uur en een vriendin van Adolf Hitler.
Aanvankelijk hadden de gevangenen een of meer dagen per week dienst bij het huis van Baur. Ze keerden elke avond terug naar het concentratiekamp. Vanaf 1940 bestond er een vaste werkploeg van 12 tot 14 man. Aanvankelijk werden deze gevangenen elke dag vanuit het concentratiekamp naar hun werk gereden, later werden ze ondergebracht bij Schwester Pia en werden ze alleen in het weekend teruggebracht.
Baur had de leiding over het detachement. Ze regelde de taken en stelde de werktijden vast. Ze zou zelfs betrokken zijn geweest bij de keuze van de gevangenen. De beveiliging werd verzorgd door SS-bewakers uit Dachau. Het detachement moest hard werken, en vaak ook op zondag.
Het moment waarop het nevenkamp München-Schwabing ophield te bestaan kan niet exact worden vastgesteld. De International Tracing Service (ITS) vermeldt het kamp voor het laatst in 1942. Deze datum is waarschijnlijk te vroeg vastgesteld, aangezien er in 1944 nog verschillende gevangenen voor Schwester Pia werkten.